# حلم فراشة
حلم فراشة ، يلماز اردوغان موضوعات الحياة 'ق، في عام 2013 بناء الفيلم مسرحية شعرية من تأليف وإخراج. بطولة كيفانج تاتليتوغ وميرت فرات حصة الأفلام 'ق، الثاني. الحرب العالمية الثانية فترة، زونجولداك 'في لقمة العيش في سن مبكرة والسل الشعراء الموتى رشدي شرف وتتصرف طيب المنصورة 'يحكي قصة حياة. في ذلك الوقت، وارتفاع معلم المدرسة الأدب والشعراء، محمد بهجت 'ق صورت أيضا من قبل يلماز اردوغان.

## حول الفيلم
تدور أحداث الفيلم حول اثنين من الشعراء الاتراك لقيا حتفهما بمرض السل في العشرينات من عمرهم وهما الشاعرين مظفر طيب أوسلو الذي يجسد شخصيته كيفانش، والشاعر روشتو الذي يجسد شخصيته الممثل التركي صاحب الاصول العربية ميرت فرات .

## العرض
الجدير بالذكر أن فيلم حلم الفراشة سوف يعرض في جميع دور العرض التركية في 22 فبراير القادم .

## وصلات خارجية
- حلم فراشة على موقع IMDb (الإنجليزية)
- حلم فراشة على موقع روتن توميتوز (الإنجليزية)
- حلم فراشة على موقع نتفليكس (الإنجليزية)
- حلم فراشة على موقع قاعدة بيانات الأفلام العربية
- حلم فراشة على موقع ألو سيني (الفرنسية)
- حلم فراشة على موقع أول موفي (الإنجليزية)
- حلم فراشة على موقع قاعدة بيانات الأفلام السويدية (السويدية)
- حلم فراشة على موقع قاعدة بيانات الفيلم (الإنجليزية)
- حلم فراشة على موقع ليتربوكسد (الإنجليزية)
- حلم فراشة على موقع كينوبويسك (الروسية)

1. ↑  وصلة مرجع: http://www.sinemalar.com/film/193375/kelebegin-ruyasi. الوصول: 8 أبريل 2016.